# Glass Beach (Fort Bragg, California)

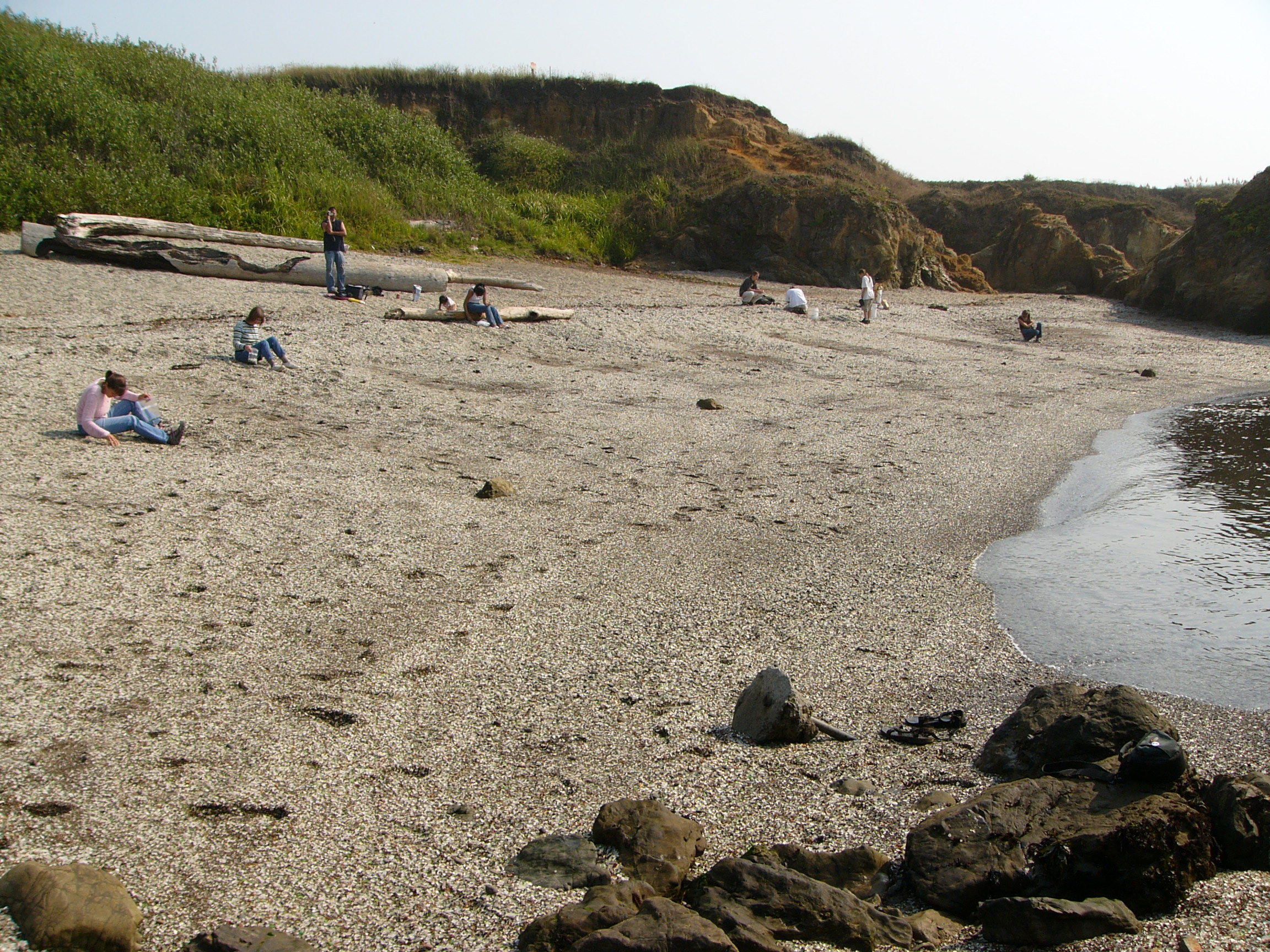
La Playa de Vidrio cerca de Fort Bragg, California

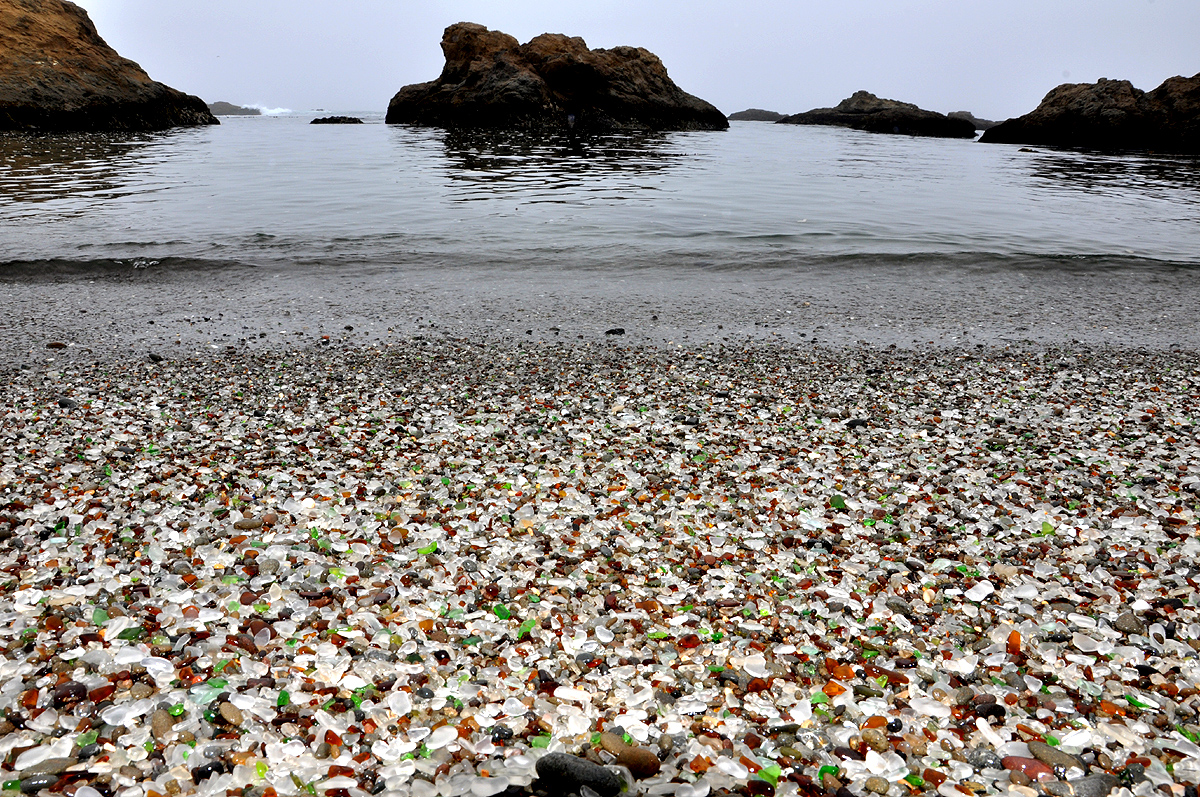
Playa de Vidrio de Fort Bragg

Glass Beach es una playa en el Parque estatal MacKerricher cerca de Fort Bragg (California) creada hace muchos años debido a que la gente arrojaba basura en una zona de la costa cerca de la parte norte de la ciudad.

## Historia

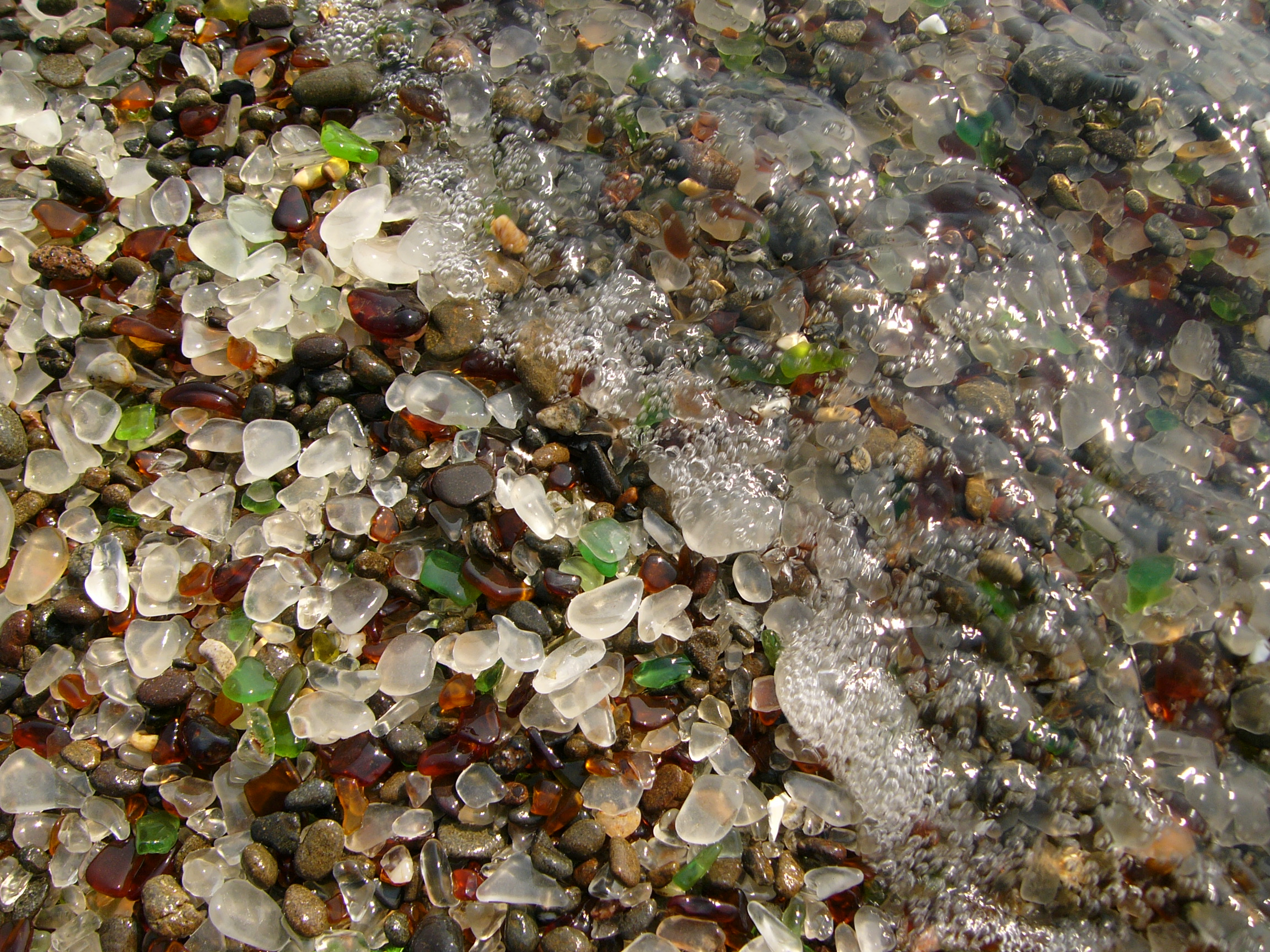
Una pequeña ola en la playa

En 1906, los habitantes de Fort Bragg tiraban su basura a los acantilados detrás de la Union Lumber Company en lo que hoy se conoce como "Sitio 1". La mayoría de comunidades situadas en primera línea de playa arrojaban vidrio, electrodomésticos e incluso vehículos. Los residentes se referían a la playa como "Los vertederos". A menudo hacían hogueras para reducir el tamaño de la pila de basura.
Cuando el vertedero original se llenó en 1943, se trasladó a lo que se conoce como "Sitio 2" y fue usado de 1943 a 1949.
Cuando la playa se llenó en 1949, el vertedero se movió hacia el norte a lo que ahora se conoce como "Playa de cristal".
La Junta estatal de California de control de recursos hídricos y los gobernantes de la ciudad cerraron el área en 1967. Se llevaron a cabo varios programa de limpieza durante años para corregir el daño. Durante las siguientes décadas se descompusieren los restos biodegradables y el metal y los otros objetos fueron retirados y vendidos como chatarra o usados para el arte. Con el paso del tiempo, las olas fueron erosionando el vidrio y la cerámica, formando pequeñas piezas lisas de colores que cubren la Playa de cristal y otras dos playas (los antiguos vertederos).
En 1998, el propietario de la playa decidió que la Playa de Cristal debía ser pública e inició un proceso de cinco años de trabajo junto con la agencia de Conservación de Costas de California y la Junta de Manejo Integral de Residuos de California para la limpieza y la venta de la propiedad al estado. Una vez finalizada la limpieza, el Departamento de Parques y recreación de California compró los 38 acres (15 hectáreas) de la playa, y se incorporó al Parque estatal MacKerricher en 2002.

## Turismo

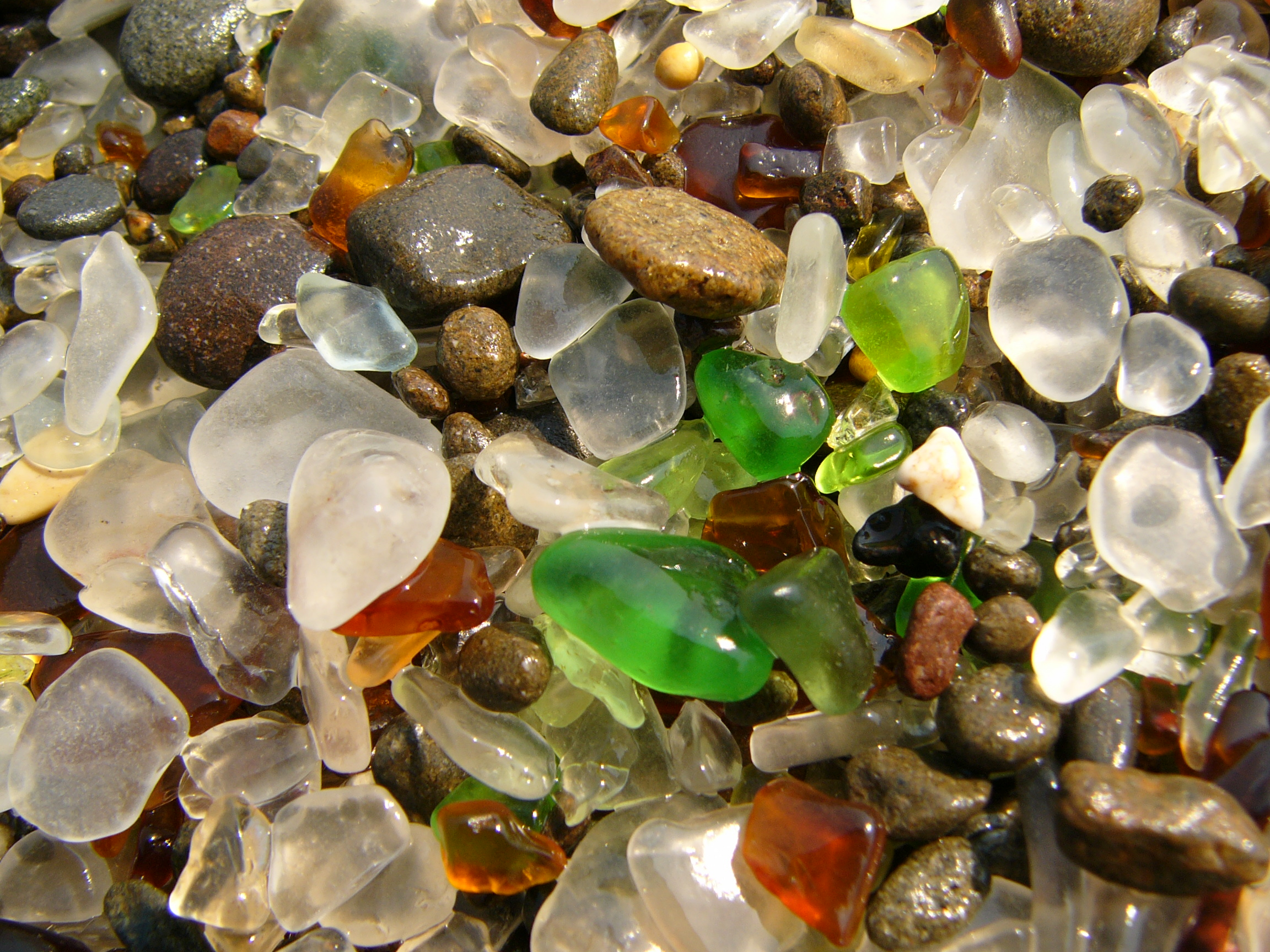
Algunos de los vidrios redondeados

La playa es ahora visitada por turistas. La recolección no está permitida en el área de la playa El vidrio que ha pasado al mar se puede encontrar en otras zonas fuera de los límites de la playa. Anualmente se celebra un festival de vidrio el Día de los Caídos.
Miles de turistas visitan las playas de vidrio cada verano. La mayoría recoge algunos pedazos de cristal. Debido a esto y a factores naturales (la acción de las olas está constantemente moliendo el vidrio), el cristal está disminuyendo lentamente. En la actualidad hay un movimiento para reponer las playas con el vidrio desechado.
Se pueden encontrar playas similares en Benicia, California y Hanapepe, Hawái

## Plantas y animales
Hay varias plantas autóctonas en peligro de extinción protegidas, incluyendo los híbridos Erysimum menziesii.  